# 香港耀能協會
香港耀能協會，前稱「香港痙攣協會」（The Spastics Association of Hong Kong），是香港一個以引導式教育原理協助痙攣患者、肢體及多重殘障人士，發展及維持其福利和全人教育的福利機構。經費主要來自香港政府有關部門包括社會福利署及教育局、香港公益金、香港賽馬會慈善信託基金和獎劵基金，以及各社團及善長的捐贈。

## 歷史
1963年香港大學醫學院兒科教授田綺玲（Elaine Field）醫生夥同一班專業人士包括李胡紫霞女士、羅怡基（B. M. Kotewall）博士、方心讓教授及關愛睿（Erik Kvan）博士，創立協會前身「香港痙攣兒童協會」（The Hong Kong Association for the Spastic Children），為患有腦性麻痺症的兒童提供教育及照顧。成立初期獲得英國英格蘭及威爾斯的痙攣協會（The Spastics Society）捐贈1,500英鎊，借用香港小童群益會總部一房間展開服務，開設第一班為9名痙攣兒童而設的學習班。協會逐步擴展服務至不同年齡的痙攣人士，並於1967年將名稱中「兒童」二字刪除，易名為「香港痙攣協會」（The Spastics Association of Hong Kong），並於1976年立案註冊為法定社團。2008年2月協會正式改名為「香港耀能協會」（SAHK），標誌「耀承所授、卓越展能」（Succeed & Advance）的決心。

## 服務

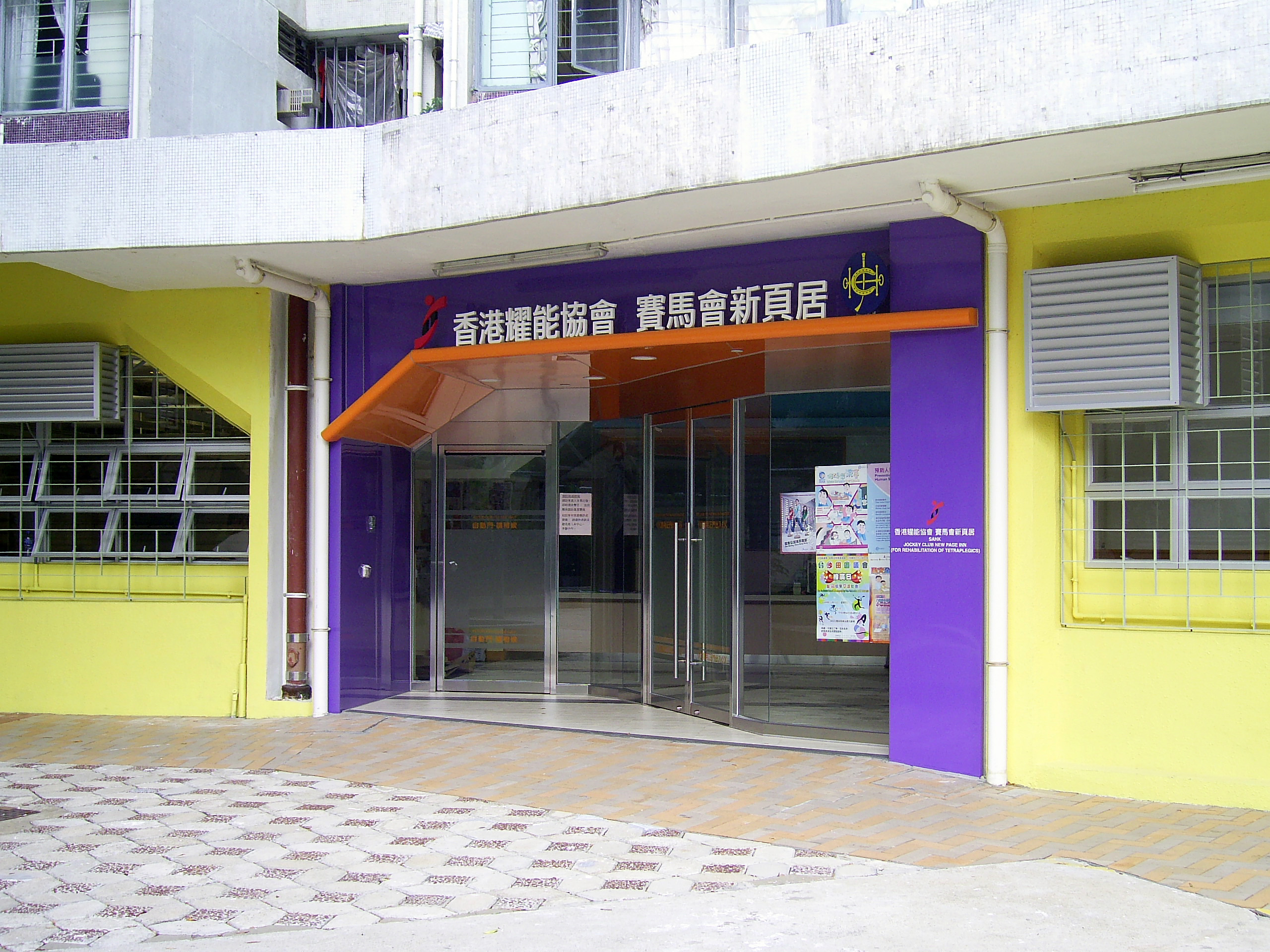
賽馬會新頁居

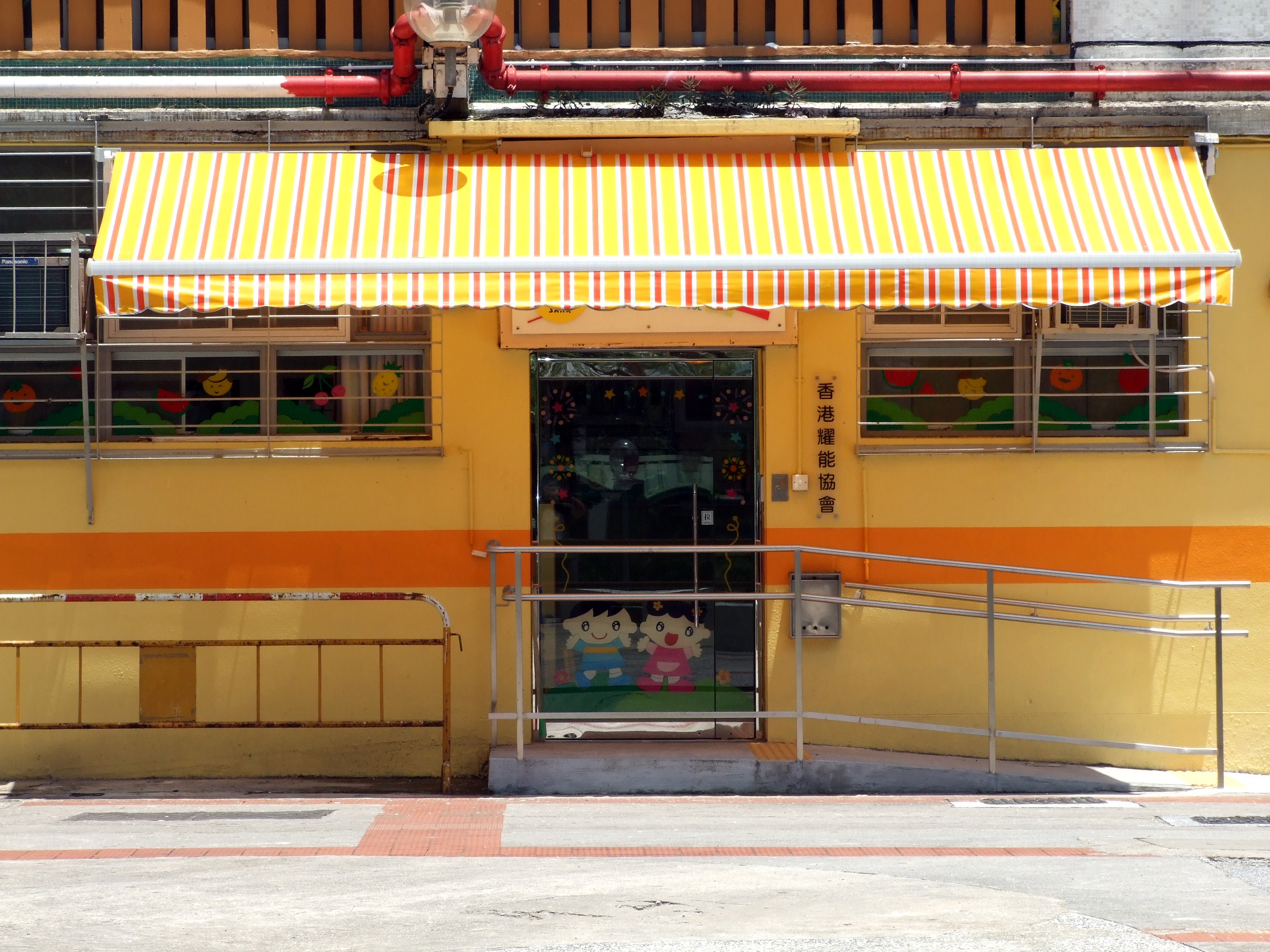
隆亨幼兒中心

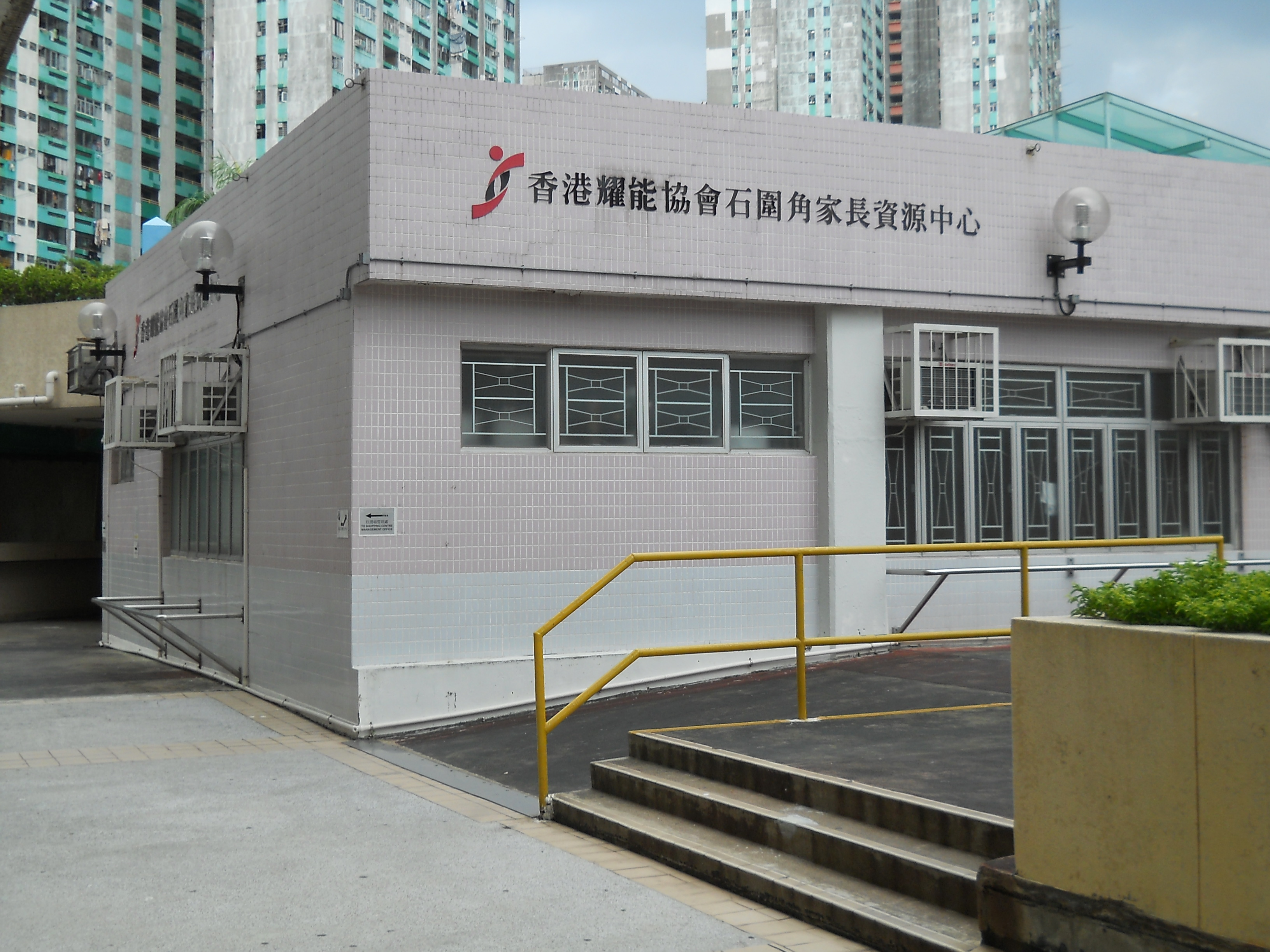
石圍角家長資源中心

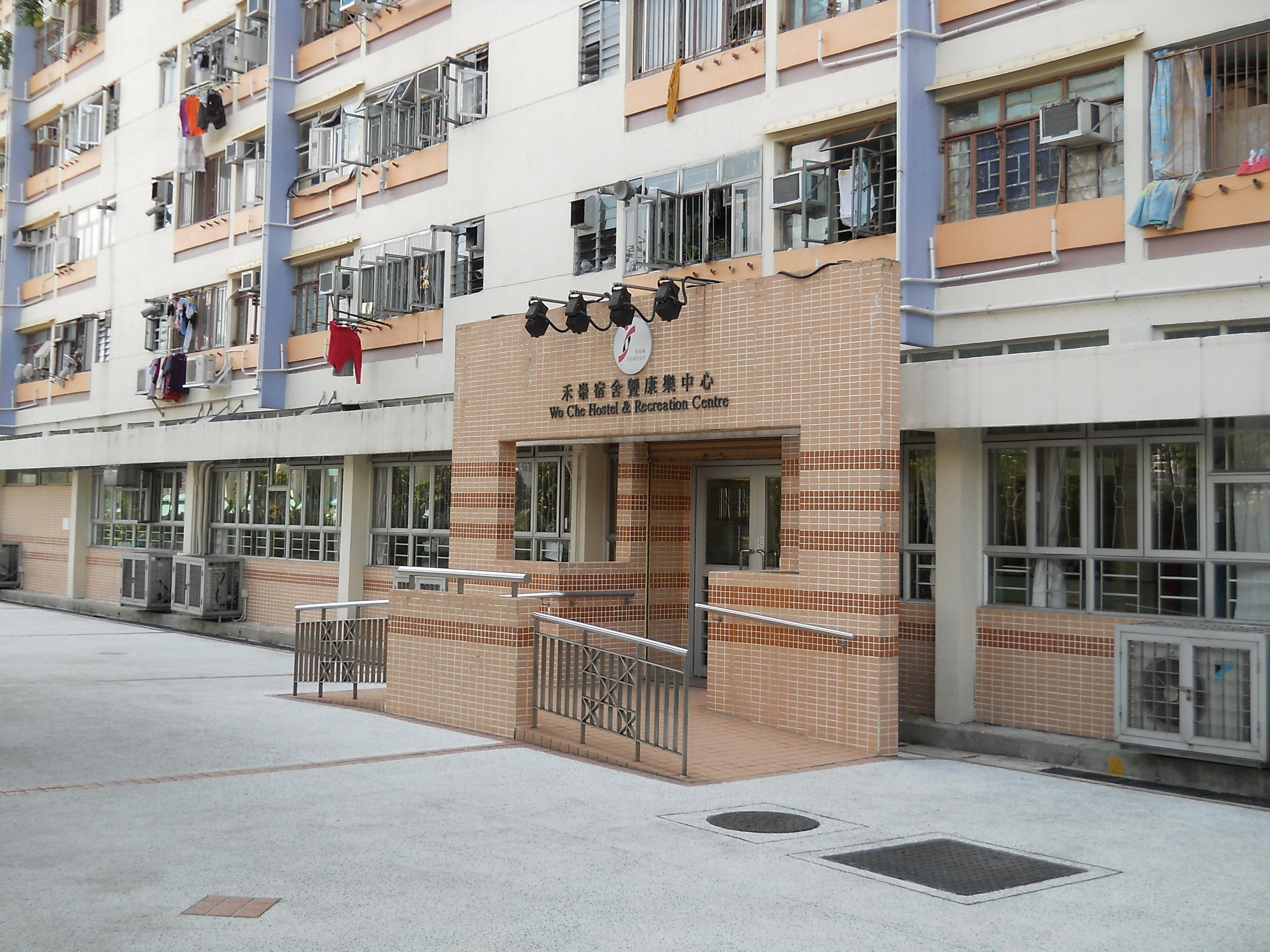
禾輋宿舍暨康樂中心

協會服務中樞神經系統創傷而致身體殘障的人士，包括肢體殘障、痙攣、智障、自閉症、發展遲緩、特殊學習困難、中風、柏金遜症等，服務範疇涵蓋幼兒至老人。協會一共開辦51個服務單位，包括早期教育及訓練中心、幼兒中心、外展言語治療隊、特殊學校、庇護工場、輔助就業、宿舍、護康中心、成人訓練中心、家長資源中心、家居復康服務、引導式教育中心、持續復健中心、社區康復中心、復康座椅服務中心、職員培訓及研究部、兒童發展中心和服務全癱病人的「賽馬會新頁居」。
早期教育及訓練中心
- 懷熙早期教育及訓練中心 （页面存档备份，存于）（橫頭磡邨）
- 德田早期教育及訓練中心 （页面存档备份，存于）（德田邨）

幼兒中心
- 鴨脷洲幼兒中心 （页面存档备份，存于）（鴨脷洲西邨）
- 賽馬會方心淑引導式教育中心（幼兒部） （页面存档备份，存于）（橫頭磡邨）
- 隆亨幼兒中心 （页面存档备份，存于）（隆亨邨）
- 石硤尾幼兒中心 （页面存档备份，存于）（石硤尾邨）
- 石圍角幼兒中心 （页面存档备份，存于）（石圍角邨）
- 橫頭磡幼兒中心 （页面存档备份，存于）（橫頭磡邨）
- 象山幼兒中心 （页面存档备份，存于）（象山邨）
- 白田幼兒中心 （页面存档备份，存于）（白田邨）
- 外展言語治療服務（石圍角邨）

特殊學校
- 賽馬會田綺玲學校（大埔）
- 高福耀紀念學校（沙田）
- 羅怡基紀念學校（葵盛，即前葵芳邨丁熊照學校）

庇護工場
- 白普理德田工場（德田邨）
- 柴灣工場（興華邨）
- 安定工場（安定邨）
- 天耀工場（天耀邨）
- 禾輋工場（禾輋邨）
- 愛睿工場（愛東邨）

宿舍
- 自助居屋計劃〈良景〉（良景邨）
- 龍泰宿舍（黃大仙下邨）
- 柴灣宿舍（興華邨）
- 白普理黃大仙宿舍（黃大仙下邨）
- 樂華宿舍（樂華南邨）
- 安定宿舍（安定邨）
- 天耀宿舍（天耀邨）
- 禾輋宿舍暨康樂中心（禾輋邨）
- 愛睿宿舍（愛東邨）
- 賽馬會白普理華心護康中心（華心邨）
- 富東訓練中心/宿舍（富東邨）

社區康復中心
- 持續復健中心（大坑東邨）
- 新界東日間社區康復中心（瀝源邨）

家長資源中心
- 石圍角家長資源中心（石圍角邨）
- 東九龍家長資源中心（橫頭磡邨）

持續教育及專業服務
- 耀能兒童發展中心（東美中心）
- 鄧肇瓊紀念工場（禾輋邨）
- 賽馬會復康座椅服務中心（穗輝工廠大廈）
- 賽馬會方心淑引導式教育中心〈教學部〉（橫頭磡邨）
- 專業培訓及研究部（大坑東邨）
- 家居復康服務（橫頭磡邨）
- 持續復健中心（大坑東邨）
- 賽馬會新頁居（恆安邨）
- 新界東日間社區康復中心（瀝源邨）

## 外部連結
- 香港耀能協會 （页面存档备份，存于）